# مورتن (مینه‌سوتا)
مورتن، مینه‌سوتا (به انگلیسی: Morton, Minnesota) یک شهر در ایالات متحده آمریکا است که در شهرستان رنویل واقع شده‌است.

## خصوصیات
مورتن ۳٫۱۶ کیلومترمربع مساحت و ۴۱۱ نفر جمعیت دارد و ۲۶۳ متر بالاتر از سطح دریا واقع شده‌است.